# 舊金山巨人
舊金山巨人（英語：San Francisco Giants）是一支位於舊金山的职业棒球队，隸屬大聯盟國家聯盟西區。球隊主場為甲骨文球場。
球隊最先創建於紐約，1883年以紐約高譚（New York Gothams）為名加入國家聯盟，1886年改名為紐約巨人（New York Giants），1958年遷至舊金山改名為舊金山巨人。
巨人隊自創建以來共贏得23次國家聯盟冠軍及晉級20次世界大賽，是所有國家聯盟球隊裡最多次的。至今巨人隊共贏得8次世界大賽冠軍，是全大聯盟第五多、及國家聯盟第二多，次於紐約洋基的27次、聖路易紅雀的11次、奧克蘭運動家及波士頓紅襪並列的9次。
巨人隊被中斷冠軍56年後，於2010年成功贏得遷至舊金山後的首次世界大賽冠軍，接著在2012年、2014年各又奪得冠軍，達成驚奇的五年內三次冠軍及偶數年傳奇。

## 紐約巨人歷史（1883年—1957年）

### 早期和約翰·麥格勞時代

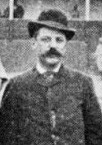
創辦人之一的約翰B·戴

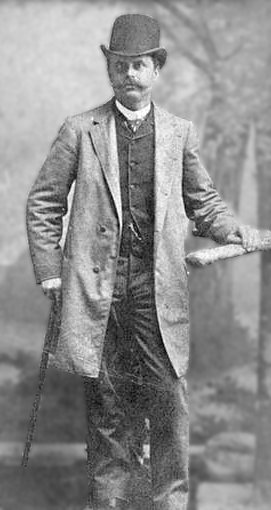
創辦人之一的吉姆·馬特里

巨人隊是最富有傳奇的球隊之一，他們是在紐約創立的第二支球隊，由約翰B·戴和吉姆·馬特里所建立的。1883年他們以高譚（Gothams）的名字加入國家聯盟，當時紐約的另一隻球隊，紐約都會人（New York Metropolitans，最先的大都會隊）則加入美國協會。高譚隊近半數的球員都是由解散的特洛伊特洛伊人轉來；高譚隊也繼承原先特洛伊人隊在國家聯盟的位置。當時都會人是較為成功的球隊，Day和Mutrie則開始挖角明星球員到高潭隊；球隊在1888年贏得第一個國家聯盟冠軍。

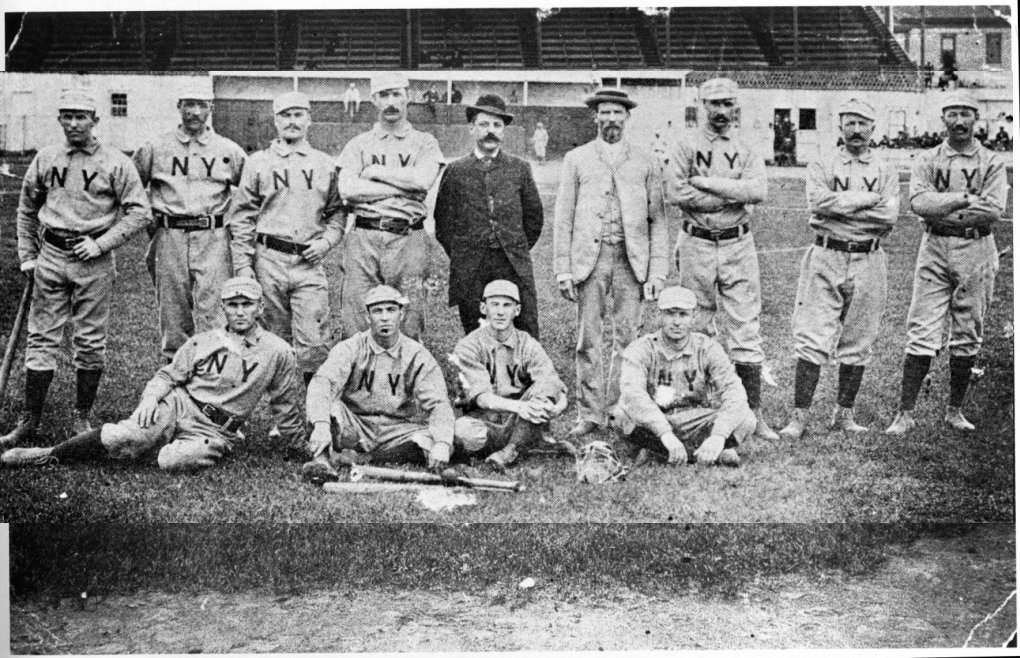
1884年，時名為紐約高譚隊時期的成員合照。

據說在一次令人滿意的勝利之後，Mutrie（當時的總教練）衝進更衣室並且大叫：「我的大傢伙們！我的巨人們！（My big fellows! My giants!）」從那開始球隊被稱為「巨人」。
巨人隊原本的主場，馬球球場（Polo Grounds），也是建於這個時期。馬球球場本來的位置在曼哈頓110街和第6街的角落、中央公園的北方。在1888年巨人隊被迫搬離馬球球場後，球隊遷至曼哈頓上城哈林和華盛頓高地區第155街和第8街住宅區之間的數個球場，並且把它們都改名為馬球球場。巨人隊一直使用馬場球場直到1957年球季結束，之後他們搬到舊金山。
雖然在安德魯·弗萊曼的時代被認為是「世界上最差的老闆」，但他改變巨人的命運。1902年，在巨人落後首位53又1/2場勝差的悲慘成績後，Freedman簽下約翰·麥格勞為球員兼總教練。 麥格羅將會擔任巨人30多年的總教練，這在職業運動裡算是很長久的職位。 在麥格勞的帶領下，巨人將會贏得10次國家聯盟冠軍和3次世界大賽冠軍。
在至此仍然短暫的球隊歷史裡，巨人隊已產生數名明星球員，如「微笑的」Mickey Welch、羅傑·康納、Tim Keefe、Jim O'Rourke、和Monte Ward，其中Ward後來成為一位律師，更於1890年在聯盟外創立球員聯盟，來抗議當時不公平的球員合約。麥格羅在他的任期裡也培訓出多位明星球員。球員如克里斯提·馬修森、「鐵人」Joe McGinnity、比爾·泰瑞、Jim Thorpe、Mel Ott、Casey Stengel、和Red Ames只是其中的例子，他們的球技都是在麥格羅的帶領下磨練出來。
麥格勞帶領下的巨人隊，史上留名的在1904年拒絕與美國聯盟冠軍，波士頓美國人（今紅襪隊）出賽巨人隊首次的現代世界大賽，因為麥格勞認為新的美國聯盟僅比小聯盟好一點而已。他原先不想與美聯冠軍比賽的原因是，不想與同在紐約的競爭對手，當時看起來將得到美聯冠軍的紐約高地人比賽。高地人隊在球季最後一天輸給美國人隊，但麥格勞仍拒絕出賽。麥格勞曾擔任當時仍稱為巴爾的摩金鶯的高地人隊，首兩個球季的總教練。

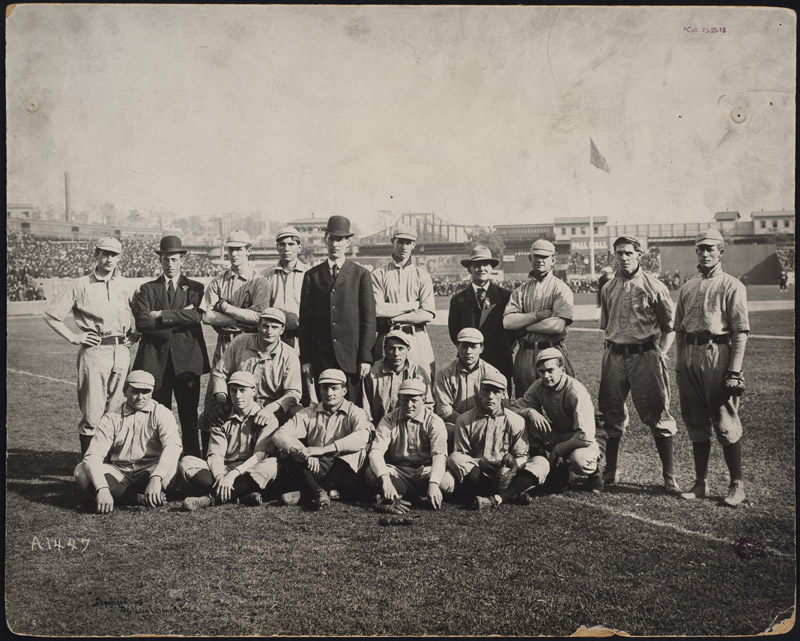
1905年，紐約巨人隊隊史首次的世界大賽冠軍。

批評接踵而來，巨人隊擁有人John T. Brush因此開始與聯盟商討世界大賽舉辦規則正式化和標準化的辦法。1905年巨人隊重回世界大賽，並以4勝1負的成績打敗費城運動家得到冠軍，投手克里斯蒂·馬修森1個人就包辦3場勝利。這是至今為止，巨人隊最後一次在季後賽擊敗運動家隊。
在歷經令人氣餒的幾年後，1908年巨人隊和芝加哥小熊以相同戰績結束球季，因此需要在馬球球場與小熊隊加賽一場；這場比賽其實是重比之前的一場平手比賽，那場比賽是因為Fred Merkle一次的爭議守備失誤而造成平手。但他們輸給小熊，無法進入世界大賽。這場單場季後賽更因有人傳說巨人隊試著賄賂裁判Bill Klem而疑雲密佈，但這都因Klem公正主持比賽以及巨人隊輸球而被淡忘。
1917年輸給芝加哥白襪（白襪隊2005年以前贏得的最後一次世界大賽）之後，1920年代巨人隊連續四年進入世界大賽，其中首兩年對洋基均獲勝，但在1923年洋基球場啟用的那年輸給洋基。1924年輸給華盛頓參議員，這是參議員隊在搬去明尼蘇達前，贏得的唯一一次世界大賽冠軍。

### 1930年—1957年：28個球季5個聯盟冠軍
1932年，麥格羅將總教練的職位交給比爾·泰瑞，泰瑞球員兼總教練一共有10年，贏得3個聯盟冠軍和1次世界大賽。除了泰瑞之外，這個時代其他的明星有歐特和Carl Hubbell（棒球史上三個精通螺旋球其中一個投手，其他兩位為Mathewson和Fernando Valenzuela）。又被稱為「卡爾王（King Carl）」和「飯票（The Meal Ticket）」的Hubbell在1934年明星賽留下聞名的一刻——連續三振貝比·魯斯、盧·賈里格、吉米·法克斯、艾爾·西蒙斯和Joe Cronin。
1942年，Mel Ott繼泰瑞之後成為總教練，但戰爭的年代對巨人而言是難熬的。1948年，Leo Durocher在一些爭議下成為巨人的總教練——Durocher原本是巨人的競爭對手布魯克林道奇的總教練，但他在1947年被指控賭博而且被停職，次年道奇即把他釋出。Durocher在巨人擔任總教練一直到1955年，這八年裡對球迷而言是最值得懷念的，因為威利·梅斯的加入和兩場著名的比賽：「聲震天下的那一擊」和「The Catch」。

#### 聲震天下的那一擊（1951年）
在大聯盟歷史上留名的一個事件，「聲震天下的那一擊（The Shot Heard 'Round The World）」是給予巴比·湯森擊出的再見全壘打名字，巨人隊靠著這支再見全壘打，擊敗死對頭布魯克林道奇，拿到1951年的國家聯盟冠軍。這場比賽是被認為「最令人懷念的冠軍爭奪賽之一」的三場國家聯盟冠軍賽最後一場比賽。在8月的時候，巨人隊曾一度落後第一名的道奇隊13又1/2場，但在Durocher的帶領以及連勝16場比賽的幫助下，巨人隊在最後一天追平道奇隊。
這場比賽又以WMCA廣播電台轉播員Russ Hodges的報導最被懷念：
Bobby Thomson up there swinging... He's had two out of three, a single and a double, and Billy Cox is playing him right on the third-base line... One out, last of the ninth... Branca pitches... Bobby Thomson takes a strike called on the inside corner... Bobby hitting at .292... He's had a single and a double and he drove in the Giants' first run with a long fly to center... Brooklyn leads it 4-2...Hartung down the line at third not taking any chances... Lockman without too big of a lead at second, but he'll be running like the wind if Thomson hits one... Branca throws...
…'There's a long drive, it's gonna be, I believe... THE GIANTS WIN THE PENNANT!! THE GIANTS WIN THE PENNANT! THE GIANTS WIN THE PENNANT! THE GIANTS WIN THE PENNANT! Bobby Thomson hits into the lower deck of the left-field stands! The Giants win the pennant and they're going crazy, they're going crazy! Ohhhhh-oh!!!
這是一支長打，它將會，我相信...巨人隊贏得冠軍了!巨人隊贏得冠軍了!巨人隊贏得冠軍了!巨人隊贏得冠軍了!...巴比·湯森打進左外野的一樓觀眾席裡!...巨人隊贏得冠軍，他們瘋狂了!他們瘋狂了!...噢噢噢噢噢!!!
儘管戲劇性的結束球季與贏得國家聯盟冠軍，但巨人隊最後在1951年世界大賽敗給了紐約洋基，未能得到世界冠軍。

#### The Catch（1954年）
在馬球球場舉行的1954年世界大賽第一場比賽裡，威利·梅斯做出了「The Catch」——梅斯戲劇性的把Vic Wertz擊出的平飛球，在深遠中外野，背對著球反手接殺。假如那一記球形成安打，里夫蘭印地安人就能得分而贏得那場比賽。當初不被看好的巨人隊在這之後，以四戰全勝贏得了當年世界大賽冠軍。

### 搬到加利福尼亞（1957年）
巨人隊在紐約市的最後三年裡是不值得懷念的。他們在得到世界大賽冠軍的次年僅以第三名完成球季，進場看球的觀眾人數也少了許多。在尋求取代馬球球場的新球場同時，巨人隊也考慮搬離紐約，最先考慮的地點是明尼阿波利斯/聖保羅。舊金山在這個時候開始與巨人隊接觸。在有些球隊股東如Joan Whitney的反對下，多數股東Horace Stoneham開始與舊金山市長George Christopher商談巨人隊搬到舊金山，同時道奇隊擁有人Walter O'Malley也與洛杉磯研究搬到洛杉磯的可能。O'Malley需要另一支球隊也搬到西岸才能使道奇隊的搬家成功，於是他試圖說服Stoneham也把巨人隊搬到西岸。1957年夏天，紐約巨人和布魯克林道奇同時宣佈它們將搬到加州的舊金山和洛杉磯，紐約市棒球的黃金年代也同時宣告結束。
在1962年以前，剩下紐約洋基的紐約是一個單支球隊的城市。那年，Joan Whitney創建了紐約大都會，將國家聯盟比賽帶回紐約。巨人隊的舊「NY」標誌和橘色隊色、與道奇隊的藍色底色，成為大都會隊的標誌和代表色。大都會隊至今仍使用這兩個顏色，後來更於1998年加入了黑色——巨人隊的橘色和黑色與道奇隊的藍色加在一起。

## 舊金山巨人歷史
跟在紐約時期不同的是巨人隊在舊金山的戰績時好時壞；雖然最近幾年巨人隊取得不錯的成績，但之前有許多時期只取得差強人意的戰績，以及球隊曾兩次威脅遷移至其他城市。

### 1958年—1962年：海豹球場和燭台球場
當巨人搬到舊金山時，前兩年使用海豹球場為主場。 1958年，拉丁裔打者Orlando Cepeda贏得新人王的獎項。 1959年，威利·麥考維贏得相同的獎項。
1960年，巨人隊遷入常被稱為「The Stick」的燭球場，球場興建在舊金山東南角，俯瞰著舊金山灣。時常刮起的旋風、極冷的氣溫、傍晚的濃霧讓新球場很快的有了最不適合打棒球球場的壞名聲；新安裝的輻射熱電爐從未發生作用。這個壞名在1961年明星賽更被烙印在球迷心中；在一整天很好的天氣後，球場開始起風。第九局時巨人隊後援投手Stu Miller因為一陣強風而滑離投手板，形成投手犯規，球迷有一說米勒是被「吹」離投手丘。

#### 1962年世界大賽
1962年，巨人隊又一次與道奇隊競爭國家聯盟冠軍，最後更須以系列賽來決定。在擊敗了道奇隊後，巨人隊把世界大賽帶來了舊金山，但最後以3勝4負輸給了紐約洋基隊。在第七場時，兩隊打到九局下半，洋基隊以1比0領先，巨人隊兩人出局但Matty Alou在一壘，威利·梅斯隨後擊出了右外野邊線的一支二壘安打。在1961年擊出61支全壘打、通常被認為攻優於守的洋基隊右外野手羅傑·馬里斯，很快的把球傳回內野，阻止Alou往本壘得到追平的一分。
在二壘上有腳程快的梅斯，下一位打者威利·麥考維擊出的任何安打將會為巨人隊贏得這屆世界大賽。
麥考維擊出了一記二壘方向的強勁飛球，但被巴比·理察森（Bobby Richardson）接個正著，迅速的結束了這整個系列賽。稍早在這一局裡，Felipe Alou的一次犧牲觸擊一次連帶使得Matty Alou無法讓梅斯從二壘回來得分；這也是後來Felipe Alou在他的球員和教練生涯裡，對基本技術嚴厲要求的開端。再者，或許是在傷口上塗鹽，理察森之前的守備位置並不能接到那一記球，他是因為麥考維在前一顆球擊出界外後，才往左移動了三步，正好在可以接住麥考維那一記飛球的位置。
巨人隊球迷，也是居住在舊金山附近聖塔羅莎的著名漫畫家查爾斯·舒茲，在他隨後的花生漫畫(Peanuts)連載裡記載了這一記球。在12月22日連載的前三格裡，查理·布朗和奈勒斯·潘貝魯特沮喪的坐在前院陽台台階上。在最後一格裡，查理·布朗對天空哭喊：「為什麼麥考維不能把球再打高三呎？(Why couldn't McCovey have hit the ball just three feet higher?)」。在數個星期後的連載裡，同樣的場景，但查理·布朗這次說：「或者為什麼麥考維不能把球再打高『兩』呎？(Or why couldn't McCovey have hit the ball just "two" feet higher?)」。

### 1963年—1985年：總是伴娘，而不是新娘
雖然巨人隊在1989年以前都未能進入世界大賽，但因為當時球隊裡有數位未來的名人堂成員，1960年代的巨人隊是一支年年都有進入季後賽實力的隊伍。這些球員包括在1968年球季投出無安打比賽的Gaylord Perry、擁有著名高踢投球姿勢的Juan Marichal、1969年最有價值球員的威利·麥考維、與在1969年擊出生涯第600支全壘打的威利·梅斯。
巨人隊在1971年得到進入季後賽的機會。在贏得分區冠軍後，巨人對被陣中有Roberto Clemente的匹茲堡海盜在聯盟冠軍賽輕易的擊敗，海盜隊接著於1971年世界大賽擊敗了巴爾的摩金鶯而得到冠軍。在這十年裡，巨人隊釋出許多後來在它隊表現優異的球員，包含了Garry Maddox、喬治·佛斯特、Dave Kingman、與Gaylord Perry。但巨人隊在這段其間也培養出兩位聯盟新人王：1973年的Garry Matthews Sr.與1975年的John Montefusco。
Bob Lurie於1976年買下了巨人隊，使球隊得以不用遷至多倫多；多倫多在一年後獲得建立擴充球隊的權力，這球隊是現在的多倫多藍鳥。但巨人隊球迷仍無法對巨人隊在舊金山的未來感到完全安心。巨人隊在1970年代剩下的幾年表現不佳，沒有一年以第三名以上的成績結束球季；巨人隊於1978年球季得到這個第三名成績。這年，巨人隊隊上有年輕新星傑克·克拉克與老將Vida Blue；巨人隊在這個球季領先了分區大半球季，但洛杉磯道奇逐漸走紅，最後贏得了西區冠軍與國家聯盟冠軍。
1981年，巨人隊成為第一支雇用黑人總教練的國家聯盟球隊，總教練為法蘭克·羅賓森。但Robinson因戰績不佳而僅擔任四年的總教練。在1981年因罷工而縮短的球季裡，巨人隊僅以比0.500多一場的勝率完成球季。1982年球季球隊請來了老將喬·摩根與瑞吉·史密斯。巨人隊在這一年與勇士隊和道奇隊三方爭奪西區冠軍；Morgan在季末對道奇隊的一場比賽裡擊出了一支全壘打，讓勇士隊贏得了西區冠軍。
1984年的大聯盟明星賽在巨人隊主場燭台球場舉行。巨人隊臭名昭著的前吉祥物「瘋狂螃蟹(Crazy Crab)」，也在此年出現了唯一的一年。
巨人隊在1985年球季輸了超過100場比賽，是至今最差的戰績，球隊所有人Bob Lurie為此請來Al Rosen為新總經理。在Al Rosen的管理下，巨人隊從小聯盟升上了多位大有可為的新人，如威爾·克拉克與Robby Thompson，和交易來多位著名球員如Kevin Mitchell、Dave Dravecky、Candy Maldonado、與Rick Reuschel。
新總教練Roger Craig擔任了巨人隊從1985年到1992年的總教練。在Craig帶領的前5個完整球季裡，球隊從未以敗多勝少的戰績結束球季。

### 1986年—1999年：最低點和復甦
在總教練Roger Craig、和他的獨特口頭禪"Humm Baby"的帶領下，巨人隊在1986年球季贏得了83場比賽，更於1987年贏得國家聯盟西區冠軍，不過球隊在奮戰七場後聯盟冠軍賽敗給了聖路易紅雀隊。雖然比賽輸了，但巨人隊外野手Jeffrey Leonard因為表現突出而獲選為聯盟冠軍賽最有價值球員。

#### 1989年
在啟用多達15名先發投手後，也在明星投手Rick Reuschel和Scott Garrelts、強棒與1989年國家聯盟最有價值球員Kevin Mitchell、和Will Clark的帶領下，巨人隊贏得了1989年國家聯盟冠軍。巨人隊在聯盟冠軍賽以4勝1負擊敗了芝加哥小熊隊而贏得了聯盟冠軍。在冠軍賽第五場比賽時，後來將成為冠軍賽最有價值球員的威爾·克拉克，在8局下半巨人隊滿壘的情況下，從強力投手Mitch Williams手中成功擊出一支一壘安打，打破了1比1平手的局面：Clark首先對一個快速好球沒有揮棒，然後擊出一支界外球，球數在Williams投出一個外角偏外的壞球後形成了2好1壞，在Clark接連擊出了兩支界外球後，他擊出了一支中間方向一壘安打，使壘上兩名跑者回來得到分。威爾·克拉克在冠軍賽打擊率為0.650，有八分打點，更在第一戰時從Greg Maddux手中擊出一支滿壘全壘打。
在9局上半時，巨人隊投手Steve Bedrosian出現不穩的情況，讓小熊隊得到一分，但Bedrosian最後仍舊讓Ryne Sandberg擊出一記內野滾地球，形成三出局結束了比賽。很合適的，第五戰的英雄威爾·克拉克接住從二壘手Robby Thompson接住了這個最後的出局數。巨人隊獲得了睽違27年的國家聯盟冠軍。
巨人隊在1989年世界大賽對上了美國聯盟冠軍，奧克蘭運動家隊。由於兩隊主場分別在舊金山灣的東岸和西岸，這屆世界大賽也被以連接舊金山和奧克蘭的海灣大橋，取了別名「海灣大賽(Bay Bridge Series)」。這屆世界大賽大概最令人印象深刻的是，賽事進行到第場時發生了Loma Prieta舊金山大地震，這天的日期為1989年10月17日。在被中斷了十天後，世界大賽恢復舉行。最後被運動家以直落4橫掃，痛失世界大賽冠軍。

#### 1992年
在1989年世界大賽失利後，一項舊金山對興建新巨人隊球場的資助提案(ballet initiative)也沒有通過，嚴重威脅到巨人隊在舊金山的未來。在1992年球季結束後，之前在1976年成功阻止巨人隊遷往多倫多的球隊擁有人Bob Lurie，表示將出售球隊。Lurie與一個位於佛羅里達州聖彼得堡、由Vince Naimoli領導的投資團隊，達成了初步購買協定，也預定將球隊遷至佛羅里達州。但大聯盟否決了這個合約，讓巨人隊得以售給一個由Safeway公司前任總裁Peter Magowan領導的投資團隊，繼續的留在舊金山。職棒大聯盟也同時給予Naimoli團隊一項補償，讓他們有建立一個新球隊的權力，這個新球隊就是之後的坦帕灣魔鬼魚隊 (2008球季更名為坦帕灣光芒隊)。
新經營團隊承諾將把球隊遷往市中心，也計劃在人事上做出重大變動。Magowan在球隊找到新總教練前，就先簽下超級巨星貝瑞·邦茲，這將塑造巨人隊十多年的未來。大聯盟在巨人隊加入保護Lurie和邦茲的條款後，才同意這項合約。

#### 1993年
貝瑞·邦茲在加入巨人隊的第一年即打出生涯最佳成績，邦茲也因此獲得他第三座最有價值球員獎：46支全壘打、129分得分、123分打點、.336打擊率、.458上壘率、.677長打率、1.135整體攻擊指數。這也帶領巨人隊，在達斯蒂·貝克擔任總教練的第一年，
取得103勝59敗優異的戰績，也讓Dusty Baker得到年度最佳總教練的獎項。儘管巨人隊擁有極佳的戰績，當年的國家聯盟西區冠軍確是由戰績更好的亞特蘭大勇士隊獲得；勇士隊在季中從聖地牙哥教士隊交易來Fred McGriff後，即接連追趕巨人隊，從本來落後10場到最後以領先1場贏得冠軍。巨人隊在球季最後一場對上了死對頭洛杉磯道奇隊，巨人隊必需勝利來追平勇士隊，以舉行單場季後賽來決定西區冠軍。令人爭議的是巨人隊派出新人投手Salomon Torres先發，但他在前四局即失掉三分，最後巨人隊以1:12大敗給道奇隊。紐約時報運動專欄作家Dave Anderson認為這一季的分區冠軍爭奪賽，是最後的「純正冠軍爭奪賽(last pure pennant race)」，贏者全拿的設計令人感到緊張刺激，當然的令巨人隊球迷感到心碎。這種情況在隔年1994年，大聯盟改變各聯盟季後賽為三分區冠軍加外卡制度後，程度減少許多。

#### 1994年—1996年
1994年到1996年這三年，巨人隊的表現並不佳。1994年大聯盟罷工，該年的世界大賽也被迫取消，連帶也讓巨人隊當家三壘手麥特·威廉斯，失去打破羅傑·馬里斯的單季最多全壘打紀錄—罷工發生時仍剩下47場季賽，依照他當時頻率完成球季的話，將可以擊出超過60支全壘打。1995年和1996年，在多位重要球員受傷和低潮的影響下，巨人隊以分區最後一名結束這兩個球季。唯一表現耀眼的是貝瑞·邦茲，在1996年球季時他以42支全壘打與40次盜壘成功，成為達成40-40俱樂部的一員。在新人Bill Mueller身上也可以隱約見到巨人隊的未來，1996年他在66場出賽裡，打出了優秀的.330打擊率。

#### 1997年
因為這幾年的戰績不佳，巨人隊在1997年新聘Brian Sabean為球隊總管，撤換了Bob Quinn。Brian Sabean一上任便做了一件有爭議性的交易案，把明星三壘手麥特·威廉斯交易到克里夫蘭印地安人，換來許多報紙評為「一堆備用零件(bunch of spare parts)」的數名球員，Sabean在看到數多負面報導後也公開解釋說：「達到這個職位的我不是一個笨蛋......我坐在這裡跟你們講這是有計畫的(I didn't get to this point by being an idiot... I'm sitting here telling you there is a plan)」。
Sabean之後被證明是對的，交易來的球員：傑夫·肯特、Jose Vizcaino、Julian Tavarez、和Joe Roa，以及美金一百萬現金讓球隊有能力與Darryl Hamilton簽約。他和之後交易來的J.T. Snow是巨人隊能於1997年球季，贏得這10年來首次國聯西區冠軍的主要原因。之後，佛羅里達馬林魚在邁向當年世界大賽冠軍的途中，在NLDS以3連勝結束了巨人隊的球季。

### 邁入21世紀：市中心棒球，季後賽門票=世界大賽門票
巨人隊在2000年搬離了40年的家、令人感到又愛又恨的燭台球場，遷入位於舊金山市中心東方中國灣（China Basin）、又稱做麥考維灣（McCovey Cove）、在第三街和King街交接口的太平洋貝爾球場；球場後來被更名為SBC球場，然後於2006年二月再度更名為AT&T球場，地址位於威利·梅斯廣場( Willie Mays Plaza)」。撇開在球場上發生的事不講，這次搬家把巨人隊和球迷帶入一個新的紀元。之前的燭台球場被公認為是一座不適合舉行棒球比賽的球場，有一種在60和70年代多用途體育場復古的感覺，相對的是，巨人隊的新家被公認為最好的職業運動球場之一。
在這新可容納約4萬3000人的棒球專用球場裡，巨人隊的比賽時常滿場，不像在燭台球場的時候，雖然球場最多可容納約6萬人，但比賽時購票觀眾少於1萬人的情況不時出現，即使1999年時巨人隊的平均一場觀眾人數有2萬5000人。巨人隊在遷入新球場後的總觀眾人數經常是大聯盟裡最多的球隊之一，與之前幾乎是聯盟最少觀眾的球隊形成對比。雖然跟MLB其他球場相比，夏季時的AT&T球場仍不時刮起強風，但大部份投手都同意AT&T球場是一個「投手天堂」。球場的先進設計減少了著名的舊金山冷風對球場裡的影響，大部份球迷也可搭乘方便的公共交通工具抵達球場，球迷更可以在球場裡觀看到壯觀的舊金山灣和舊金山天際線、燭台球場在1970年代為了美式足球舊金山49人隊改建後喪失掉的風景。AT&T球場是舊金山Mission Bay的重要地標，它的興建也帶動了舊金山東南部的都市更新。不過對巨人隊球迷而言，最重要的是巨人隊將在可見的未來裡，繼續留在舊金山。
令球迷驚奇的是舊金山巨人在搬入新球場的第一年，即以全聯盟最佳的戰績贏得了分區冠軍。在這一年，即使在王牌投手李凡·赫南德茲的努力下在主場贏得了第一場比賽，巨人隊仍在分區系列賽以1勝3負不敵紐約大都會隊。2001年巨人隊在球季的倒數第二天，在爭取季後賽的資格中被淘汰，但是巨人隊球迷仍可以慶祝貝瑞·邦茲擊出73支全壘打，刷新單季最多全壘打的紀錄。

#### 2002年
焦點在2002年回到球隊上，巨人隊贏得了國家聯盟外卡而得以進入季後賽。巨人隊先在分區系列賽以3勝2敗擊敗亞特蘭大勇士隊而晉級下一輪季後賽，然後在國家聯盟冠軍賽以4勝1敗擊敗聖路易紅雀隊，晉級世界大賽。在貝瑞·邦茲以破紀錄的198次四壞球和.582上壘率帶領下，巨人隊在世界大賽對上了美國聯盟冠軍、同樣也是外卡晉級季後賽的安那罕天使隊。整個賽事在第6戰時達到高潮，巨人隊在第七局時仍以5:0領先，只差6個出局數就能贏得遷至舊金山後的第一個冠軍。天使隊在最後2局後來居上，贏得了那場比賽，更隨後贏得了第7戰，獲得了天使隊史上第一個冠軍，也同時傷透了許多巨人隊球迷的心。總教練Dusty Baker也在球季結束後離開了球隊，轉任芝加哥小熊隊的總教練。

#### 2003年－2006年
2003年，在總教練Felipe Alou的帶領下巨人隊從輸掉2002年世界大賽的陰影中重新站了起來，在季賽取得了超過100場勝利，是球隊歷史第七次和在舊金山的第三次。巨人隊在整個2003年球季都是第一名，是僅有第九次有球隊達到這個紀錄。但是如同1997年球季，巨人隊在第一輪的聯盟分區賽，以一勝三敗輸給了將成為那個球季世界大賽冠軍的佛羅里達馬林魚隊。
2004年，巨人隊直到球季的最後一天才被淘汰，最後分別以一場的勝差無法取得外卡資格，和兩場的勝差輸給了分區冠軍洛杉磯道奇隊。這個球季結束在一場充滿戲劇性的比賽上，道奇隊在第九局靠著Steve Finley的滿貫全壘打贏得這場比賽。貝瑞·邦茲也以232次四壞球和.609的上壘率打破自己之前的紀錄。
巨人隊的2005年球季是球隊遷入新球場後表現最差的一季。邦茲幾乎缺席了整個球季，花大錢簽下的自由球員終結投手Armando Benitez因傷四個月無法上場，受傷後表現的差強人意，隊上王牌先發投手傑森·舒密特因為過去受傷史，表現不如過去。但這個球季也讓數位年輕球員有較多的機會上場，其中包含了投手Noah Lowry、Brad Hennessey、Kevin Correia、Scott Munter、Matt Cain、和Jeremy Accardo，與一壘手Lance Niekro，和外野手Jason Ellison和Todd Linden。自西雅圖水手交易來的Randy Winn也適時的幫助球隊度過艱難的賽程。
巨人隊於2005年5月21日為名人堂成員Juan Marichal舉行了慶祝儀式，並在球場外面設立了一座他的塑像，多明尼加總統Leonel Fernández也應邀參加慶祝。在慶祝後的比賽中，巨人隊球員穿著繡有西班牙文的「巨人（Giantes）」主場球衣。同年7月14日，巨人隊以4比3擊敗多年的宿敵洛杉磯道奇隊，也同時達成隊史一萬勝，是第一支勝場達到五位數的職業球隊。
2005年9月28日，在敗給2005年冠軍聖地牙哥教士隊後，巨人隊正式在國家聯盟西區冠軍爭奪行列中被淘汰。球隊當年最後的成績是分區第三名，戰績為75勝87敗，以敗多勝少結束了球季，是他們自1996年起最差的成績。雖然戰績不佳，巨人隊仍給予總教練Felipe Alou一年的合約延長。
在一個強力的先發陣容支持下，巨人隊在2006年球季被看好能夠進入季後賽。在歷經五月的連場敗仗、與貝瑞·邦茲球員生涯最差的表現後，巨人隊仍然有很好的機會能夠贏得西區冠軍，也於7月23日登上國聯西區第一名。但是在同一天，巨人隊終結投手Armando Benitez 先被領先分區的教士隊擊出了一支全壘打追平，然後巨人隊在延長賽輸掉了比賽。不幸的是這也是三個糟糕星期的開端；巨人隊在這三個星期的成績為3勝16敗，其中9場比賽是以一分輸掉的。
在8月接近尾聲時，復甦的巨人隊再次接近外卡和分區第一名。邦茲在他的腳恢復後取得不錯的成績：在8月21日至9月23日的27場比賽中取得.400的打擊率—在85次打數中擊出34支安打；同時先發投手群也取得聯盟最低的防禦率(ERA)，球隊也從7月底的交易中找到了一位有效的終結投手Mike Stanton。但是在球季最後的九場外場賽事中，巨人隊只取得一場的勝利，即使邦茲和右外野手Moises Alou 在這期間打擊的很好。之前表現很好的先發投手群這時全部失靈，總共被對手在這九場裡得到93分，比8月糟糕的19場被得到86分還多。巨人隊在9月25日被正式淘汰。
巨人隊在球季的最後15場比賽中輸了13場，在球季結束時是分區第三名，戰績為76勝85敗，其中包含了在季末對道奇隊三連戰中全敗，道奇隊因為這三場的勝利而順利進入季後賽，根據巨人隊轉播球評這是道奇隊首次在巨人隊主場得到季後賽資格。2006年10月2日，巨人隊宣佈將不會延長總教練Felipe Alou 的合約，但將提供他球隊顧問的職位。

#### 2007年：邦茲年代的結束
巨人隊在2006年球季結束後冬季時的前景並不太樂觀：除了已與洛杉磯道奇簽訂一紙一年約150萬美金合約的傑森·舒密特外，球隊共有11位球員在2006年球季結束後，成為自由球員，新總教練Bruce Bochy也剛從聖地牙哥教士轉來，資深捕手Mike Matheny的健康情況也不明朗。但在這之後，先發陣容中的Pedro Feliz、Ray Durham、和貝瑞·邦茲相繼跟巨人隊續約，另外受到球迷喜愛的Rich Aurilia在離開巨人隊三年後重新跟球隊簽約，球隊還與外野手Dave Roberts和捕手Bengie Molina簽約。巨人隊更以7年1億2600萬的合約簽下前奧克蘭運動家隊王牌投手與前賽揚獎得主Barry Zito，這個合約是史上給予投手最優渥的合約之指標(開啟了頂級投手肥約之路)，也包含了第八年的選擇權。2007年1月7日，巨人隊重簽Russ Ortiz，來讓他在春訓時爭取第五位固定先發投手的位置。因為Ortiz在春訓時的優異表現，球隊在三月時把他排入先發投手陣容裡。

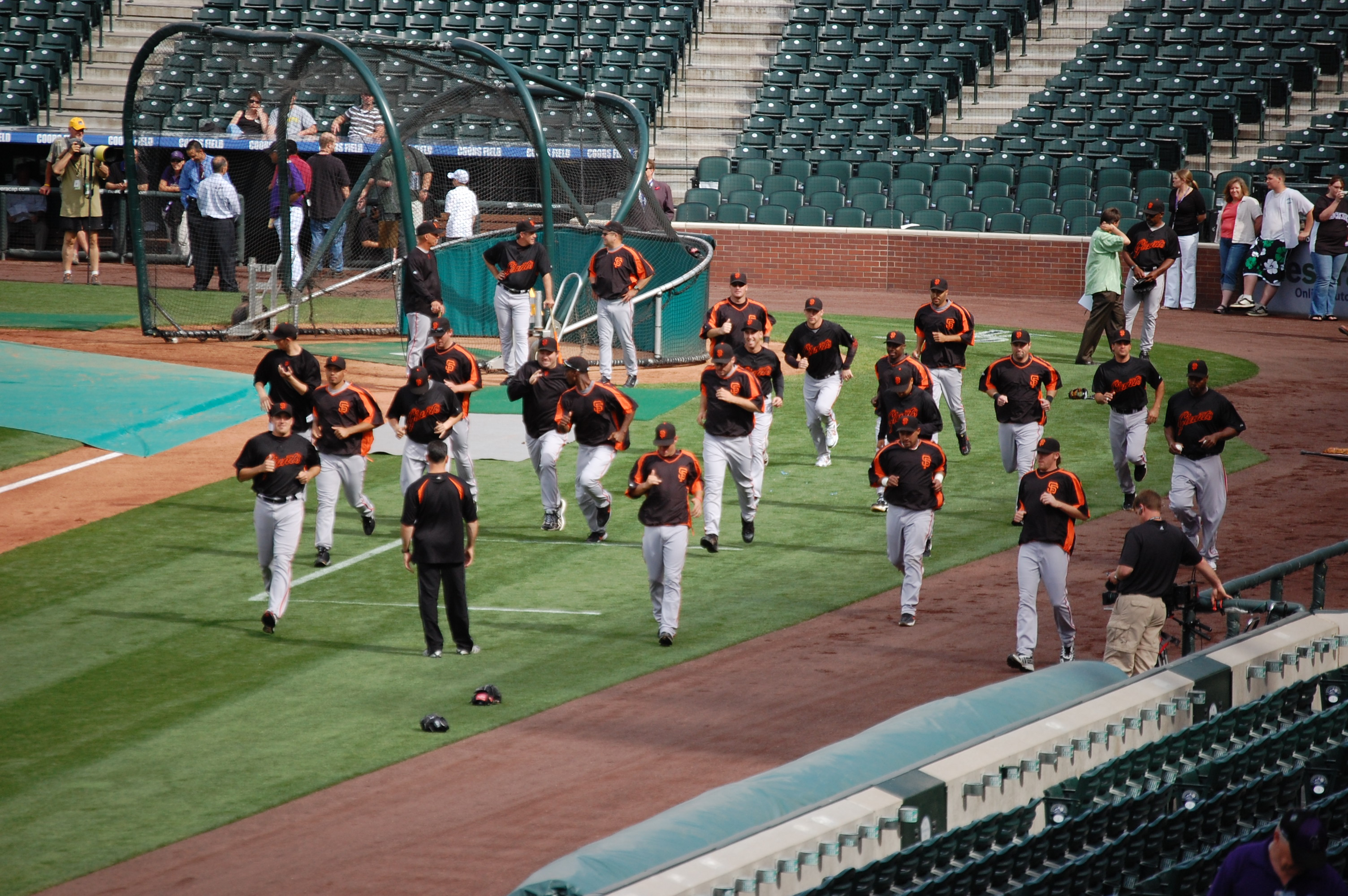
春訓時的2007年巨人隊

巨人隊在2007年球季有一個緩慢的開始，在前九場比賽只得到20分，也輸了七場比賽。Zito季初表現也不佳，在最初兩場主投裡沒有取得勝利，11局內就丟了10分。先發投手陣容在丹佛對科羅拉多落磯比賽時找到了他們的節奏，在中繼投手優良表現的幫助下，巨人隊在這輪主場比賽取得了五戰全勝的戰績，球隊成績也進步到9勝8負。邦茲展現出他已恢復健康，在夜間比賽和隔天的日間比賽接連出賽，也在接連比賽裡連續擊出全壘打，15場比賽裡打出了.348打擊率和6支全壘打的優異成績，也把他的生涯全壘打數帶到了僅落後漢克·阿倫15支。巨人隊繼續著他們強勁的表現，也希望在洛杉磯的比賽延續下去，讓他們在分區排名超前。在投手群優秀的表現、和救援投手Armando Benitez連三場無失分取得救援成功下，巨人隊橫掃道奇隊。在這三連戰後，巨人隊登上了分區第一名的位置。
舊金山的運氣在他們從洛杉磯前往鳳凰城後轉壞，被響尾蛇隊橫掃，缺乏適時安打、和表現欠佳的後援投手群是輸掉這幾場比賽的主要原因。總教練Bochy試著尋找可以在邦茲前上壘的打者，因為Vizquel因年齡漸長而打擊能力下降，而Aurilia則狀況不佳。巨人隊獲得保送上壘的次數也偏低，在他們前24場比賽只被保送69次，其中1/3是邦茲的被保送次數，相反的巨人隊卻送出101次保送給對手。邦茲在5月2日對落磯隊的比賽把四名打者打回來得分，讓球隊在這10場主場比賽的首個拉鋸三連戰的最後一場，從後追上贏得這場比賽。隔晚，巨人隊對上近期成為巨人隊惡夢的費城人隊，先發投手Matt Cain在前三局內就失掉7分，這是他到此為止大聯盟生涯的最差表現。雖然巨人隊在第六局追回6分，費城人隊最後仍以9-7贏得這場比賽。
巨人隊在7場對費城人隊和大都會隊的主場比賽取得差強人意的3勝4敗，後來對落磯隊、太空人隊、和運動家隊的10場客場比賽的成績為4勝6敗。在這之後的6場主場比賽，巨人隊先是橫掃休士頓三場，但接著被科羅拉多橫掃。在進入6月的10場客場比賽，巨人隊再次取得普通的4勝6敗，其中三場輸給了再見全壘打。回到主場AT&T球場，巨人隊進行三場對上灣區對手運動家隊的跨聯盟比賽，但他們再度被橫掃，最後的21局沒有得到任何分數，巨人隊就此墜入看起來永無止盡的最後一名深淵。
接下來的周末，巨人隊在波士頓對上了1912年後就未碰面的紅襪隊。在這三連戰裡，巨人隊連續16次無法將得分位置的跑者送回本壘得分，球季這種情況下得分平均30次內只有一次，而Barry Zito被打爆，以2-10輸掉比賽，年輕投手Matt Cain則連續兩場以0-1輸掉比賽。在被波士頓橫掃後，巨人隊前往密爾瓦基，也被釀酒人隊橫掃。6月22日，巨人隊輸了在主場對上紐約洋基的比賽，這是球隊的第8場連敗，但巨人隊贏得對洋基隊的第二和第三場比賽，取得這三連戰的勝利。雖然球隊後來取得三連勝，但隨即又連三場比賽輸在罕見的情況下，在明星賽前的巨人隊成績為落後分區第一名12場勝差。
明星賽周後，巨人隊被道奇隊在主場橫掃，接來球隊前往芝加哥與小熊隊進行四連戰。球隊在第二場取得勝利，第四場時貝瑞·邦茲擊出了生涯第752和753支全壘打，但球隊仍以8-9輸給小熊隊。這兩支全壘打把邦茲的生涯全壘打數量，帶到了僅離漢克·阿倫的生涯755支全壘打聯盟紀錄兩支的地方。
在邦茲離聯盟全壘打紀錄這麼接近的時候，許多媒體也把注意力放在舊金山巨人上。這伴隨來的壓力並沒有對球隊產生壞的影響，巨人隊在對密爾瓦基釀酒人三連戰取得兩場勝利，也在對亞特蘭大勇士四連戰贏得兩場比賽。
7月27日對佛羅里達馬林魚三連戰的第一場比賽裡，邦茲在第一局首次打席時擊出了他生涯第754支全壘打。代打Mark Sweeney也在第六局，以一支帶有一分打點的一壘安打，幫助巨人隊以12-10取得這場比賽的勝利，生涯代打安打數超越Manny Mota，成為全聯盟第二多代打安打的紀錄保持人。
七月下旬，巨人隊球員的打擊能力得到了復甦。Omar Vizquel、Ray Durham、Pedro Feliz、和Dave Roberts復甦的打擊能力幫助球隊連四場贏得勝利，但球隊於7月29日敗給馬林魚隊而中止了連勝紀錄。
巨人隊在接下來對道奇隊的比賽裡繼續先前不錯的成績，在三連戰裡贏得兩場。在三連戰首場比賽之前，巨人隊把這一年表現不錯的投手麥特·莫里斯交易到匹茲堡海盜，換來年輕外野手Rajai Davis。Davis隨即在中外野和跑壘上表現出他的速度。邦茲在這三場比賽裡並沒有擊出全壘打。
在對教士隊三連戰的第一場比賽裡，投手Matt Cain的壞運沒有被打破，巨人隊在延長賽裡以3-4敗北。邦茲在這場比賽裡沒有擊出安打。
隔天，在第二場比賽裡，邦茲於二局上半首先上場打擊。在PETCO球場滿場的觀眾前，邦茲對一個偏高的快速球，擊出了他大聯盟生涯第755支全壘打，擊中了左外野第二層觀眾席的表面。這記全壘打讓巨人隊以1-1追平了比賽，也讓邦茲與漢克·阿倫並列大聯盟生涯最多全壘打紀錄的保持者。但巨人隊仍在延長賽裡以2-3輸掉了比賽。
2007年8月7日，在主場對國民隊的比賽裡，邦茲於5局下半擊出了一支飛往右中外野觀眾席的一支全壘打，是他的生涯第756支全壘打，使他成為生涯全壘打紀錄保持人，並引起附近觀眾的一陣搶奪。漢克·阿倫出現在球場大螢幕裡來道賀邦茲。巨人隊最後仍以6:8輸了這場比賽。
巨人隊於8月9日以一名後列球員或現金的代價，把Mark Sweeney交易到洛杉磯道奇。這是1985年來首次巨人隊和道奇隊的球員交易。
在威利·梅斯廣場的歷史性一周後，巨人隊開始了勞累的客場旅程，包含為了彌補4月取消比賽的對匹茲堡單日雙重戰、對亞特蘭大的3連戰、和對佛羅里達的4連戰。這三城市的比賽在過去總是拖垮巨人隊。但是，即使悽慘的2007年球季已是不可避免的事實，巨人隊在這困難的客場賽程驚奇的取得6勝3敗。這包括四戰橫掃馬林魚隊、與在雙重戰與海盜隊取得1勝1敗，其中在與匹茲堡的比賽裡，從海盜隊換來的年輕球員Rajai Davis，以7打數3安打來報復他的前球隊。Davis也在這兩場比賽中演出一計漂亮的結束比賽接殺。
令人沮喪的2007年氣氛在巨人隊回到舊金山後重新浮現。在8月21日對芝加哥小熊的比賽裡，先發投手蒂姆·林斯肯成功封鎖小熊隊八局。但打擊貧弱的巨人隊只得到一分，無法彌補小熊隊在第九局得到的五分，破壞蒂姆·林斯肯這場表現極佳的比賽。巨人隊以1:5輸了。
2007年9月22日，巨人隊正式宣佈球隊將不會與貝瑞·邦茲在2008年續約。在眾多猜測和辯論下，球隊擁有人Peter Magowan在記者會宣佈了球隊需要一個更年輕、更有效率的攻擊能力，為球隊不再與邦茲續約的原因。

#### 2010年：世界大賽冠軍
在2010年球季的最後1場例行賽，巨人以3：0擊敗教士，順利獲得國家聯盟西區冠軍，也順利進入季後賽，避免需要加賽決定冠軍。
2010年國家聯盟分區賽，巨人以3:1擊敗亞特蘭大勇士，晉級國聯冠軍賽。
2010年國家聯盟冠軍賽的對手為去年國聯冠軍費城費城人，第1場比賽由蒂姆·林斯肯對決洛伊·哈勒戴，這場比賽巨人以4：3獲得勝利。第5場比賽的投手也跟第1場比賽相同，這樣由費城人以4：2擊敗巨人，這場比賽結束以後巨人以3勝2敗領先。第6場比賽巨人以3：2擊敗費城人，在費城人主場順利獲得國家聯盟冠軍，將和德州遊騎兵進行2010年世界大賽。2010年美國職棒大聯盟全明星賽由國聯獲勝，巨人擁有主場優勢。世界大賽第1場比賽由林斯肯對決克里夫·李，2位選手都沒有拿出應有的表現，最後巨人以11：7打敗遊騎兵，獲得第1勝，李則吞下季後賽的第1敗，這場比賽弗雷迪·桑切斯擊出3支二壘安打。第2場比賽巨人以9：0獲勝，先發投手麥特·凱恩主投7.2局無失分，表現優異。第5場比賽的先發投手和第1場相同，2位先發投手演出投手戰，但最後是由Edgar Rentería擊出3分全壘打幫助球隊獲勝，拿下暌違56年的世界大賽冠軍(同時也是球隊遷移到舊金山後的首座世界大賽冠軍)，Rentería也獲得世界大賽MVP。

#### 2012年：3年內奪下第2個世界大賽冠軍
2012年6月13日巨人隊主場對上太空人隊的比賽中，麥特·凱恩投出完全比賽，成為巨人隊隊史首位投出完全比賽的投手。
2012年9月22日，巨人以8：4擊敗教士隊, 確定以國聯西區冠軍進入季後賽，上次拿下分區冠軍進入季後賽已經是2年前（2010年）。
2012年國家聯盟分區賽的對手為紅人，雖然前2戰巨人在主場都輸球，但是接下來第3~5戰作客辛辛那提竟然3連勝逆轉，其中10月11日進行的第5戰中巨人隊靠著主戰捕手巴斯特·波西在第5局擊出滿貫全壘打奠定勝基，以6比4擊敗紅人隊，巨人隊成為1995年實施分區季後賽國聯首支2連敗後3連勝逆轉的球隊。
2012年國家聯盟冠軍賽的對手為衛冕軍聖路易紅雀，在國聯冠軍賽關鍵第7戰的賽事中，最終以9:0完封紅雀。繼分區賽後，再次於1勝3負的壓力下3連勝成為國聯冠軍，取得2012年世界大賽的門票。
2012年世界大賽首戰巨人隊就靠著 "功夫熊貓" 巴勃羅·桑多瓦爾(Pablo Sandoval)單場轟出3發全壘打，以8比3獲勝開出紅盤。巴勃羅·桑多瓦爾也成為MLB史上第4位在世界大賽達成單場三響砲的選手。
最終巨人隊在世界大賽中以直落4橫掃美聯冠軍底特律老虎，贏得3年內第2座世界大賽總冠軍，桑多瓦爾榮獲世界大賽MVP。

#### 2014年：5年內第3度奪下世界大賽冠軍，巨人「偶數年」王朝誕生
團隊戰力不若以往的情況下，藉著王牌投手麥迪森·邦加納神勇的季後賽表現，以及眾志成城的凝聚力，連續過關斬將，最後加上石川隆的再見3分砲，2014年巨人再度在國聯冠軍戰以4勝1負的成績擊敗紅雀殺入世界大賽。世界大賽繼2002年再次的外卡大戰，面對堪薩斯皇家強力的牛棚鐵三角，還有破壞力驚人的快腿部隊，巨人靠著麥迪森·邦迦納Madison Bumgarner第1戰7局的好投，再加上第5戰完封9局一夫當關的好表現，前5戰打完3勝2負領先。第6戰被10:0扳平後，所有歷史數據都不利於巨人隊，包括前4次第7戰落敗和2002年被天使主場逆轉的陰影；不過這一次巨人克服作客壓力，Madison Bumgarner最後一戰3:2領先時，再度登板後援5局。9局下半2出局，Alex Gordon中外野的安打，加上巨人外野過度緊張發生的失誤，一度讓皇家攻佔三壘；但Mad-Bum這次沒有讓巨人球迷失望，最後一球讓Perez擠壓到打成三壘邊的界外飛球被Sandoval接殺出局。最終舊金山巨人驚險地以4勝3負， 繼2010、 2012後，5年內第3度奪下世界大賽冠軍。美國媒體以「偶數年王朝」或「王朝」之稱來形容巨人隊的成就。

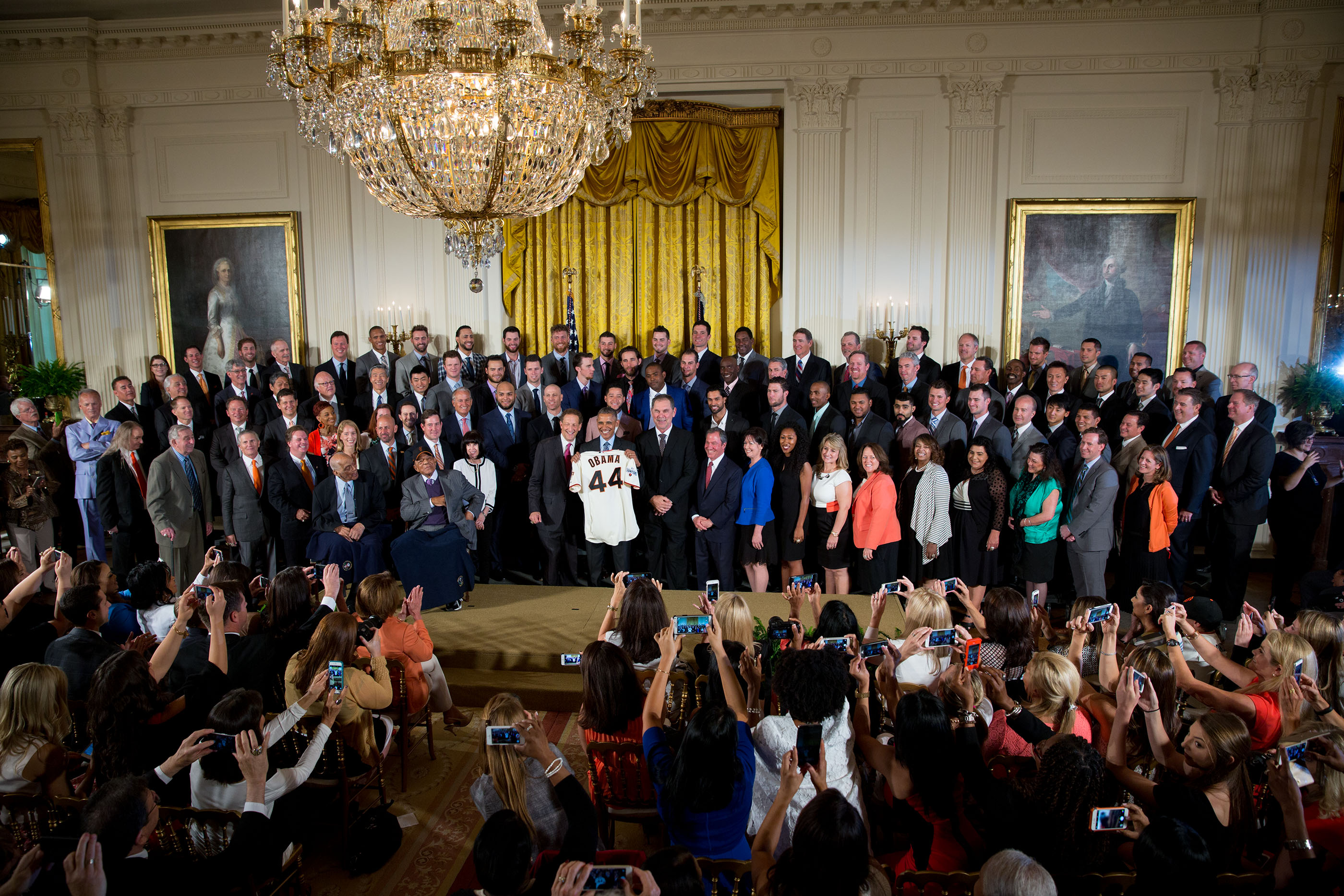
2014年世界大賽冠軍的舊金山巨人參訪白宮，並受到總統歐巴馬的接見。

邦加納在2014年世界大賽留下21局 9安 1責失 17K  ERA 0.43  WHIP 0.48  291用球數 2勝1救援的鬼神成績 (原3勝後第7戰勝投改給中繼投手傑瑞米·艾菲特)。2014年季後賽邦加納共投了52.2局也打破柯特·席林的單季紀錄。

#### 2016年：偶數年奪冠失利
季前大幅度補強先發輪值，巨人開季很快站上分區龍頭，但因為牛棚不穩因素，後半季敗多勝少，最終遭到世仇道奇逆轉封王。不過靠著上半季打下的老本，巨人還是拿下外卡，與紐約大都會進行殊死戰。
雙方果然一如預期投手戰，最終Jeurys Familia在9上被Conor Gillaspie 轟出三分砲也奠定勝利基礎，加上麥迪森·邦迦納(Madison Bumgarner)9局完投完封勝，將在分區系列賽對上全大聯盟戰績最佳的芝加哥小熊。
分區系列賽第3戰，0勝2敗下背水一戰的舊金山巨人，10月11日回到主場AT&T球場與芝加哥小熊展開精彩對決，最終經過13局苦戰，巨人靠著Brandon Crawford與Joe Panik在13局下的連續二壘安打，以6比5力克小熊，將系列賽扳成1勝2敗，保住一線生機。
第4戰，巨人前8局靠著Matt Moore的壓制以及打線適時火力下，本有大好機會可以扳平系列賽，但巨人殘破的牛棚卻在9局搞砸一切，小熊該局狂下4分，最終6比5終結巨人偶數年驚奇而闖進國聯冠軍賽，終止在21世紀10年代的偶數年連續奪冠的紀錄。

#### 2017年－2019年
2017年巨人延續前一年後半季的低迷身手，最後以難看的64勝-98負成績結束，也是巨人自1996後常規賽戰績最糟的一年。
2018巨人交換球員換來曾拿下2013國聯MVP的安德魯·麥卡琴(Andrew McCutchen)，也換來埃文·朗歌利亞(Evan Longoria)加強球隊的打擊能力。雖然補強了打擊，但巨人先發投手卻沒補強，在麥迪森·邦迦納(Madison Bumgarner)因傷先發次數減少，其他先發投手戰力不行的情況下，巨人到該年9月前常規賽成績一直處於勝和負持平的情況，巨人認知季後賽機會渺茫的情況下，將季初交換來的安德魯·麥卡琴(Andrew McCutchen)交易出去，常規賽最後一個月只贏了5場（輸了21場），最後以73勝89負的成績結束了2018年的常規賽球季。
巨人隊總教練布魯斯·波奇（Bruce Bochy）宣布2019球季結束後會退休,2019年也是布魯斯·波奇合約的最後一年。2019常規賽開始的頭三月巨人表現低迷，但巨人在7月大爆發，但到了8月後球隊無法延續7月時的氣勢。在9月18日巨人隊作客波士頓芬威球場以11比3痛宰紅襪隊，總教練波奇贏得他執教生涯第2000勝，成為MLB史上第11位達成執教生涯2000勝的總教練。但最後巨人依然已無緣季後賽，以77勝-85負的戰績結束了2019常規賽賽季。

#### 凱普勒上任
2020年11月舊金山巨人宣布前費城人凱普勒(Gabe Kapler)回到出生成長的加州，在前教練布魯斯·波奇（Bruce Bochy）離職後無縫接軌的接任舊金山巨人總教練。
凱普勒擔任教練的第一年2020常規賽季球季，因為疫情縮水只有60場賽事，2020年巨人僅以一場勝差無緣季後賽。但在隔年（2021）凱普勒帶領巨人創下隊史最佳常規賽成績（107勝利），也是繼2012年後再度奪下國聯西區王座，同時中斷同區宿敵洛杉磯道奇連續8年在分區稱霸，也是自2016後首度獲得季後賽門票，巨人在國聯分區賽確定與宿敵洛杉磯道奇交手。
巨人隊與宿敵道奇隊遷移到加州後在國聯分區系列賽進行歷史性首次的季後賽交手，第一場24歲的韋柏（Logan Webb）主導戰局，繳出7.2局10次三振沒有失分的好投，幫助巨人隊以4：0搶下首勝。
第二場賽前巨人隊請來2014年一棒將巨人隊送進世界大賽的Travis Ishikawa開球，但未能為球隊帶來好運，對手道奇隊今晚攻守俱佳，終場巨人2：9大比分慘敗道奇，被要回了系列戰主場優勢。
雖然巨人和道奇最後還是戰到決定生死的第五場，但在國聯分區系列賽第五場九局下靠薛哲的再見三振，以1：2惜敗道奇，但最後這三振是靠一壘審摩拉雷斯（Gabe Morales）裁定揮棒過半所致，但透過重播明顯誤判，也讓這場比賽留下爭議結尾。和道奇的分區系列賽結束後，自2010年常規賽季季中開始擔任主戰捕手的巴斯特·波西也宣佈退休。
2022年，舊金山巨人無法延續前一年佳績，最終常規賽以81勝-81負坐收，無緣季後賽。2023年常規賽季在進到9月前，巨人打出70勝64敗的戰績，當時還是季後賽熱門球隊，但隨著9月賽程進入尾聲，巨人整月交出8勝17敗的成績，最後以79勝83負更加退步的成績結束常規賽賽季，也確定連2年無緣季後賽，球團也在9月30日宣布開除主帥Gabe Kapler。

#### 馬文上任
消息人士向ESPN證實，Bob Melvin將離開聖地亞哥教士，成為舊金山巨人隊史第39任總教練。
2025年球季的開幕戰（3月27日），Heliot Ramos擔任巨人隊的先發左外野手。這也是Barry Bonds最後一個球季（2007年）之後，巨人隊連續第19年在開幕戰起用不同的左外野手擔任先發。

## 競爭對手
- 洛杉磯道奇（百年世仇）
- 奧克蘭運動家（同一地區跨聯盟競爭對手）

## 棒球名人堂球員
| 紐約高譚/巨人 - 戴夫·班克羅夫特 - 傑克·貝克利 - 羅傑·布瑞斯納罕 - 丹·布魯瑟茲 - 傑西·柏基特 - 羅傑·康納 - 喬治·戴維斯 - 里歐·德羅許爾 - 巴克·尤英 (Buck Ewing) - 法蘭基·弗里許 - 柏雷·葛萊姆斯 - 蓋比·哈特奈特 - 羅傑·霍斯比 - 韋特·霍伊特 |  | - 卡爾·哈伯爾 - 蒙提·厄文 - 崔維斯·傑克森 - 提姆·基弗 - 威利·凱勒 - 喬治·凱利 - 金恩·凱利 (King Kelly) - 湯尼·拉澤里 - 弗萊迪·林斯壯 (Freddie Lindstrom) - 厄尼·隆巴迪 - 魯布·馬夸德 - 克里斯提·馬修森 - 喬·麥克金尼堤 (Joe McGinnity) - 約翰·麥格勞 |  | - 喬·梅德威克 - 強尼·麥茲 - 漢克·歐戴 (Hank O'Day) - 吉姆·歐魯克 (Jim O'Rourke) - 密爾·歐特 - 艾德·勞許 - 阿莫斯·魯西 - 雷·沙爾克 - 瑞德·薛恩汀斯特 - 比爾·泰瑞 - 約翰·蒙哥馬利·瓦德 - 米奇·威爾契 - 霍伊特·威爾海姆 (Hoyt Wilhelm) - 哈克·威爾森 - 羅斯·楊斯 |  | 舊金山巨人 - 史提夫·卡爾頓 - 蓋瑞·卡特 - 奧蘭多·塞佩沙 - 古斯·高薩吉 - 藍迪·強森 - 胡安·馬里寇爾 - 威利·梅斯 - 威利·麥考維 - 喬·摩根 - 蓋洛·佩里 - 法蘭克·羅賓森 - 杜克·史奈德 - 華倫·史潘 |

## 著名球員
| - Jesús Alou - Matty Alou - Johnny Antonelli - Rod Beck - 鮑比·邦茲 - 貝瑞·邦茲 - John Burkett - George Burns - 傑克·克拉克 - 威爾·克拉克 - Roger Craig - Harry Danning - 艾爾文·達克 - Jim Davenport - Art Devlin - Larry Doyle - Dave Dravecky |  | - Darrell Evans - Freddie Fitzsimmons - Tito Fuentes - 魯班·高梅茲 - Jim Ray Hart - Toothpick Sam Jones - 傑夫·肯特 - Mike Krukow - Gary Lavelle - Jeff Leonard - Whitey Lockman - Sal Maglie - 蓋瑞·馬休斯 - Mike McCormick - Fred Merkle - Stu Miller |  | - 凱文·米歇爾 - Randy Moffitt - John Montefusco - Don Mueller - Art Nehf - 羅布·南恩 - 達斯提·羅德斯 - 阿莫斯·魯西 - 傑克·聖福特 - 巴比·湯森 - 羅比·湯普森 - 漢克·湯普森 - 李昂·華格納 - Wes Westrum - 麥特·威廉斯 |

## 退休號碼
- 3 比爾·泰瑞
- 4 密爾·歐特
- 11 卡爾·哈伯爾
- 20 蒙提·厄文
- 22 威爾·克拉克
- 24 威利·梅斯
- 25 貝瑞·邦茲
- 27 胡安·馬里寇爾
- 30 奧蘭多·塞佩沙
- 44 威利·麥考維
- 42 傑基·羅賓森（所有美國職棒大聯盟隊伍都將此號碼退休）
- 約翰·麥格勞和克里斯提·馬修森：在外野牆壁掛著沒有號碼的球衣，因為其打球的時代並無背號。

## 單季紀錄
- 打擊率：比爾·泰瑞，.401（1930年）
- 全壘打:貝瑞·邦茲，73（2001年）「美國職棒紀錄」
- 打點：密爾·歐特，151（1929年）
- 得分：Mike Tiernan，147（1889年）
- 安打：比爾·泰瑞，254（1930年）
- 一壘打：比爾·泰瑞，177（1930年）
- 二壘打：傑夫·肯特，49（2001年）
- 三壘打：喬治·戴維斯，27（1893年）
- 長打：貝瑞·邦茲，107（2001年）
- 盜壘：約翰·蒙哥馬利·瓦德，111（1887年）
- 連續安打場次：傑克·克拉克，26（1978年）
- 四壞保送：貝瑞·邦茲，232（2004年）「美國職棒紀錄」
- 被三振：鮑比·邦茲，189（1970年）
- 勝場：米奇·威爾契，44（1885年）
- 三振：米奇·威爾契，345（1884年）
- 防禦率：克里斯提·馬修森，1.14（1909年）
- 救援成功：羅德·貝克、布萊恩·威爾遜，48（1993年、2010年）

## 小聯盟關係球隊
- AAA：沙加緬度河貓 (Sacramento River Cats)，太平洋岸联盟 (Pacific Coast League
- AA：里奇蒙飛鼠 (Richmond Flying Squirrels)， 东方联盟 (Eastern League)
- 高级A：尤金翠玉 (Eugene Emeralds），西北聯盟(Northwest League)
- A：聖荷西巨人 (San Jose Giants)，加利福尼亞聯盟 (California League)
- 新秀：亞利桑那巨人黑 (ACL Giants Black)，亞利桑那聯盟 (Arizona League)
- 新秀：DSL巨人 (DSL Giants)，多明尼加夏季聯盟 (Dominican Summer League)

## 外部連結
- 舊金山巨人官方網站 （页面存档备份，存于）（英文）
- 舊金山巨人的Facebook專頁
- 舊金山巨人的Instagram帳戶
- 舊金山巨人的X（前Twitter）
- YouTube上的舊金山巨人頻道

| 獎項                                                      | 獎項                                                  | 獎項                                                                              |
| --------------------------------------------------------- | ----------------------------------------------------- | --------------------------------------------------------------------------------- |
| 前任： 無 克里夫蘭印地安人 紐約洋基 聖路易紅雀 波士頓紅襪 | 世界大赛冠军 1905 1921、1922 1933 1954 2010 2012 2014 | 繼任： 芝加哥白襪 紐約洋基 聖路易紅雀 洛杉磯道奇 聖路易紅雀 波士頓紅襪 堪薩斯皇家 |